# Vallirana
Vallirana é um município da Espanha, na comarca de Baix Llobregat, província de Barcelona, comunidade autónoma da Catalunha. Tem 23,81 km² de área e em 2021 tinha 15 438 habitantes (densidade: 648,4 hab./km²).